# Ben Smith
Ben Smith (nacido en Dunedin el 1 de junio de 1986) es un jugador de rugby neozelandés que jugó durante 10 años para la selección de rugby de Nueva Zelanda, y actualmente juega en los Kobelco Steelers en la Top League de Japón. Juega de fullback y de wing, y puede incluso desempeñar la posición de centro exterior.

## Trayectoria deportiva
Nacido en Dunedin, Smith progresó en las categorías inferiores de la ciudad antes de debutar en la Air New Zealand Cup de 2008. Fue una de las estrellas de la Air New Zealand Cup de 2009, anotando seis ensayos para Otago. En la ITM Cup de 2010, sin embargo, luchó para conseguir tener el mismo impacto cuando Otago padeció una temporada de pesadilla y acabó hundido en la tabla, mientras que Smith se perdió varios partidos mientras estaba en la India, jugando los Juegos de la Commonwealth.
Smith fue seleccionado para el equipo de los Highlanders para la temporada de Super 14 2009.[cita requerida] En 2010, Smith salió de titular en cada partido de los Highlander, y anotó dos ensayos esa temporada. Jugó principalmente de ala, y consiguió salir como zaguero mientras Israel Dagg estaba lesionado.[cita requerida]
De vuelta a su posición favorita de zaguero para la temporada de Super Rugby 2011, consiguió alabanzas del entrenador Jamie Joseph y la consideración para otra llamada de los All Blacks.
El 5 de diciembre de 2013, Smith ganó el premio "Investec Jugador de Super Rugby del Año" para la temporada de Super Rugby Investec de 2013.
En mayo de 2015 Smith jugó su 100.º partido en el Super Rugby contra la Western Force.
Casi en finales del 2018, Ben firmó con Pau para formar parte del equipo francés en la temporada 2019-2020.
En 2021 Smith emigra a la Top League de Japón para jugar en los Kobelco Steelers.

### Internacional
En 2009 Smith fue incluido en el equipo de 33 jugadores para los internacionales de otoño de 2009, por delante del veterano ala Joe Rokocoko. Smith hizo su debut el 14 de noviembre de 2009, contra Italia en San Siro, Milán, una victoria de los neozelandeses 20-6. Logró su primer ensayo con el equipo nacional contra los Barbarians en el último partido de la gira que los Barbarians acabaron ganando 25-18 en Twickenham, Londres, el 5 de diciembre de 2009.
Smith no fue escogido para la selección en 2010, pero sí para el rugby 7 que compitió en los juegos de la Commonwealth de 2010 en Delhi, la India, donde contribuyó a que Nueva Zelanda ganara la medalla de oro. 
Fue seleccionado para jugar con los All Blacks para jugar como ala contra Francia. En el primer partido en la serie de tres, en el Eden Park de Auckland, preparó un ensayo para Aaron Smith (en el minuto 32) y recibió la distinción de ser el "hombre del partido". En el segundo partido el 15 de junio en el Rugby League Park de Christchurch, anotó un ensayo en el minuto 48. El último de los partidos vio otro ensayo de Ben Smith, en el Yarrow Stadium de Nueva Plymouth.
En agosto de 2013, durante el Rugby Championship 2013, Smith anotó tres ensayos en la victoria 47-29 contra Australia en el ANZ Stadium de Sídney. A la semana siguiente cuando los All Blacks volvieron a enfrentarse a Australia en el Westpac Stadium de Wellington, anotó dos ensayor para ayudar a su equipo a ganar 27-16 y retener así la Bledisloe Cup.
En septiembre de 2013 volvió a conseguir anotar ensayo contra Argentina. En octubre fue reconocido con el récord de la mayor anotador de ensayos en un Rugby Championship/Tres Naciones, con ocho ensayos en seis partidos.
Seleccionado por su país para la Copa Mundial de Rugby de 2015, en el partido contra Namibia, que terminó con victoria neozelandesa 58-14, Ben Smith anotó el último de los ensayos de su equipo. Y de nuevo logró un ensayo en la victoria de su equipo 47-9 sobre Tonga. En la semifinal Nueva Zelanda-Sudáfrica, ganada por el primero de los dos equipos 20-18, Ben Smith fue escogido por el público como Man of the Match (Jugador del partido).
Formó parte del equipo que ganó la final ante Australia por 34-17, entrando en la historia del rugby al ser la primera selección que gana el título de campeón en dos ediciones consecutivas.
Smith formaba parte de un núcleo de jugadores experimentados que contaban con la total confianza del seleccionador Steve Hansen para formar parte de los All Blacks en la Copa Mundial de Rugby de 2019 en Japón donde desplegaron un brillante juego en el que ganaron todos los partidos de la primera fase excepto el partido contra Italia que formaba parte de la última jornada de la primera fase, que no se disputó debido a la llegada a Japón del Tifón Hagibis.
En cuartos de final se enfrentaron a Irlanda, partido con cierto morbo porque el XV del trébol había sido el único que había sido capaz de vencer a los All Blacks en los últimos años. Sin embargo, Nueva Zelanda desplegó un gran juego y venció por un amplio resultado de 46-14.
En semifinales jugaron ante Inglaterra donde se formó cierta polémica debido a la formación utilizada en forma de uve por el XV de la rosa a la hora de recibir la haka de los All Blacks, el partido fue posiblemente el mejor que se pudo ver en todo el campeonato, donde vencieron los ingleses por el marcador de 19-7. Smith, aunque años atrás había sido el zaguero titular de Hansen para este campeonato decidió alinearle como wing. Jugó 4 partidos siendo titular en dos de ellos, donde anotó un doblete ante Namibia y otro ante Gales en el partido que les dio el tercer puesto del campeonato, lo que le convirtió en el máximo anotador de ensayos de su selección.

#### Participaciones en Copas del Mundo
| Mundial                       | Sede       | Resultado     | PJ | Tries |
| ----------------------------- | ---------- | ------------- | -- | ----- |
| Copa Mundial de Rugby de 2015 | Inglaterra | Campeón       | 7  | 2     |
| Copa Mundial de Rugby de 2019 | Japón      | Tercer puesto | 4  | 4     |

### Palmarés y distinciones notables
- Super Rugby 2015
- Rugby Championship 2012
- Rugby Championship 2013
- Rugby Championship 2014
- Rugby Championship 2016
- Rugby Championship 2017
- Rugby Championship 2018
- Copa Mundial de Rugby de 2015